# Строчково
Строчково (рос. Строчково) — село в Городецькому районі Нижньогородської області Російської Федерації.
Населення становить 1116 осіб. Входить до складу муніципального утворення Кумохинська сільрада.

## Історія
Від 2009 року входить до складу муніципального утворення Кумохинська сільрада.

## Населення
| 2002 | 2010  |
| ---- | ----- |
| 1026 | ↗1116 |